# Advanced Extremely High Frequency
AEHF è una Costellazione satellitare americana per le comunicazioni militari.

## Caratteristiche
L'AEHF sta sostituendo i satelliti Milstar esistenti ed opera a capacità e scambio di dati molto superiore. Offre comunicazioni strategiche in tutto il mondo sicure e prive di disturbi radio. Vengono utilizzati satelliti collegati tra loro, eliminando quindi la necessità di ripetitori terrestri. Sono previsti 6 satelliti in tutto, dalla durata operativa di 14 anni. L'energia necessaria viene fornita da pannelli solari, in grado di produrre fino a 20.000 watt. Il programma è sviluppato in collaborazione con il Canada, i Paesi Bassi e il Regno Unito. Ha raggiunto la piena operatività nel 2015, sebbene l'ultima versione, lo SV-4 programmato per il 2017 fu rimandato al 2018 a causa di alcuni problemi sul sistema di controllo della potenza.  La rete viene gestita dallo Space Delta 8, Schriever Space Force Base, Colorado, United States Space Force.

## Sistemi Esistenti[1]
- AEHF SV-1 - Lanciato nel 2010, in orbita ed operativo.
- AEHF SV-2 - Lanciato nel 2012, in orbita ed operativo.
- AEHF SV-3 - Lanciato nel 2013, in orbita ed operativo.
- AEHF SV-4 - Lanciato nel 2018, in orbita ed operativo.
- AEHF SV-5 - Lanciato nel 2019, in orbita ed operativo.
- AEHF SV-6 - Lanciato nel 2020, in orbita ed operativo.

fonte: